# Назаров, Юрий Леонидович
Юрий Леонидович Назаров — советский хозяйственный, государственный и политический деятель.

## Биография
Родился в 1935 году. Член КПСС.
Окончил Куйбышевский инженерно-строительный институт.
В 1958—1970 — мастер СУ-1 треста № 25, прораб, старший прораб, главный инженер СУ-5.
В 1970—1972 — главный инженер треста № 25.
В 1972—1976 — управляющий трестом № 25 Главсредневолжскстроя.
В 1976—1984 — начальник Главсредневолжскстроя.
В 1984—1991 — заместитель Министра промышленного строительства СССР, заместитель председателя Госстроя СССР.
В 1991—2000 — председатель ПО «Росвостокстрой».
Делегат XXV съезда КПСС.
Указом Президента РФ № 1120 от 10 ноября 1995 года награждён орденом «За заслуги перед Отечеством» IV степени.
Умер в 2007 году в Москве.

## Награды
- Орден «За заслуги перед Отечеством» IV степени
- Орден Трудового Красного Знамени (трижды)